# Florentino Laime Mantilla
Florentino Laime Mantilla (* 1960 in der Bauerngemeinde Wakuya in der Provinz Chumbivilcas) ist ein peruanischer Maler. Er studierte an der Escuela de Bellas Artes in Cusco und gilt heute als einer der bedeutendsten Vertreter der andinen Kultur. 
Mantilla hatte Einzel- und Gruppenausstellungen in Peru, Lannion (Frankreich) und  im C.N. Gorman Museum (Kalifornien/USA).